# Tangmuri

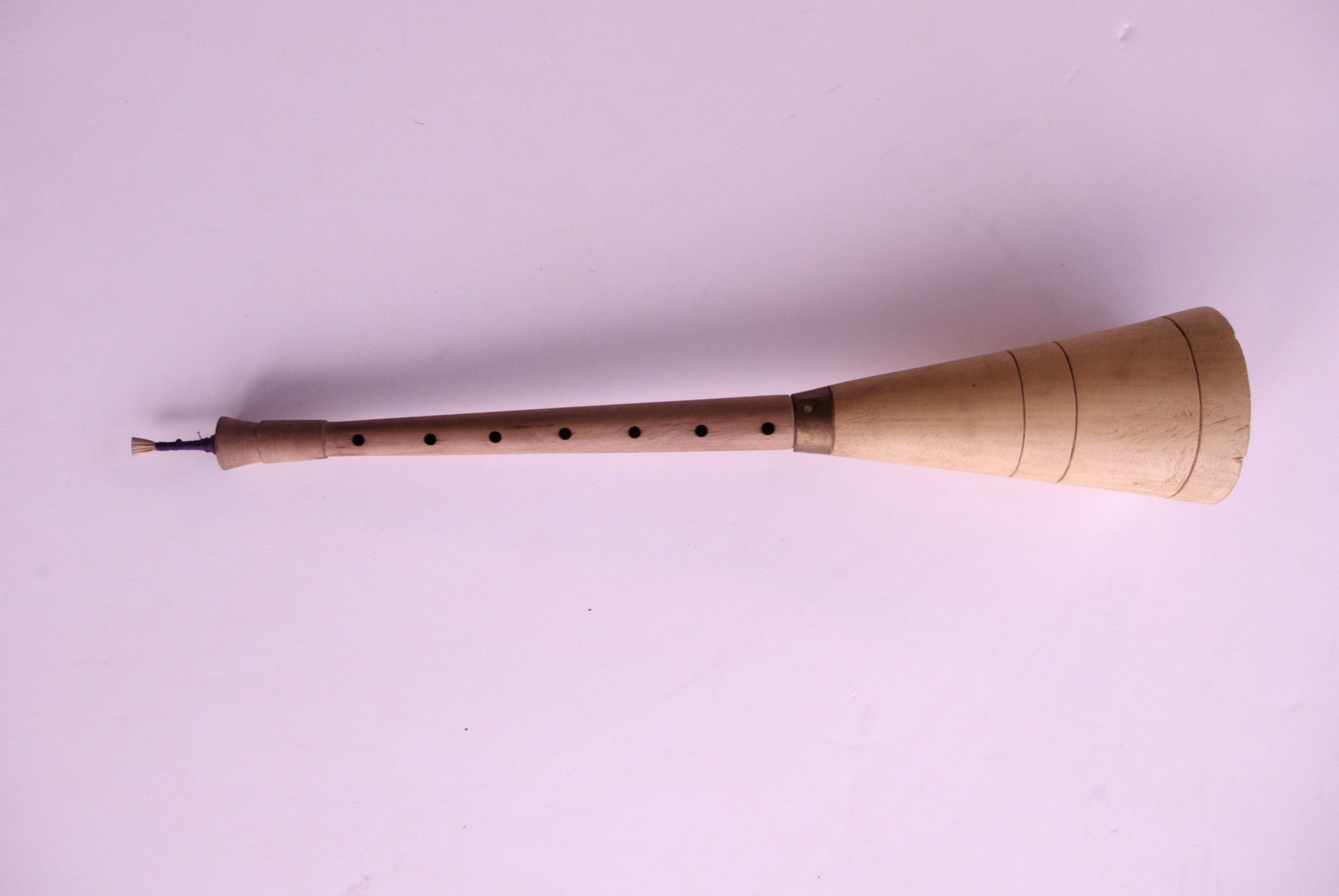
Tangmuri spielbereit…

Tangmuri (in der Khasi-Sprache ka tangmuri) ist ein Doppelrohrblattinstrument mit konischem Schallbecher, das vom indigenen Volk der Khasi im nordostindischen Bundesstaat Meghalaya zur Begleitung von Unterhaltungstänzen und bei freudigen festlichen Anlässen gespielt wird.

## Bauform

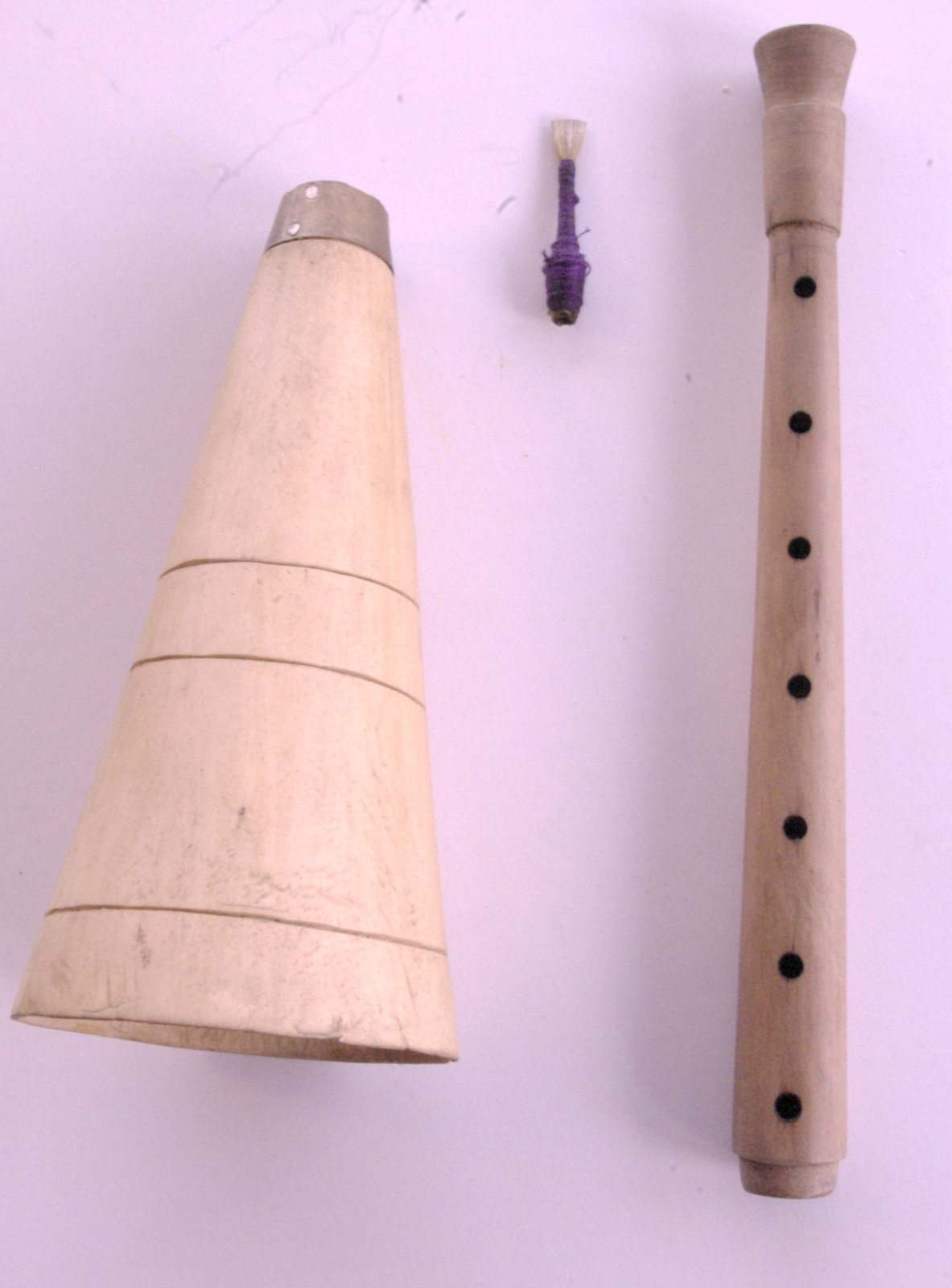
…und zerlegt in die drei Teile: Schallbecher, Mundstück mit Rohrblatt und Spielrohr.

Die tangmuri besteht aus einem hölzernen Spielrohr von etwa zwanzig Zentimetern Länge mit sieben Grifflöchern an der Oberseite. Dieses wird durch einen fünfzehn Zentimeter langen konischen Schallbecher aus Holz verlängert, der abnehmbar ist. Das kurze Doppelrohrblatt steckt auf einem drei Zentimeter langen konischen Metallröhrchen, das mit einer Schnur umwickelt ist, damit es winddicht in das Spielrohrende eingeschoben werden kann. Der Musiker bedient die drei oberen Grifflöcher mit der linken und die vier unteren Löcher mit der rechten Hand. Das Instrument hat einen hohen, durchdringend scharfen Klang. Der Wortbestandteil muri bedeutet auf Khasi „Abfluss“ oder „(Wasser-)Ablauf“. 

## Verbreitung
In weiten Teilen Asiens sind Kegeloboen mit abnehmbarem Schallbecher verbreitet, die mit dem persischen Instrumententyp der surnais verwandt sind. Dies gilt auch für Nordostindien und andere Gebiete, die außerhalb des islamischen Kultureinflusses liegen. In Myanmar gehört hierzu die hne, in Thailand die pi chanai, in China die suona und in Korea die taepyeongso. Das in der indischen Musik am weitesten verbreitete Doppelrohrblattinstrument mit kegelförmigem Schallbecher ist die shehnai, die in der regionalen indischen Volksmusik in zahlreichen Varianten vorkommt. Diese Varianten werden unter der Bezeichnung mukhavina zusammengefasst, die zugleich für eine weniger bekannte, südindische Kegeloboe steht. 
Nordostindien ist kulturell von der tibetisch-buddhistischen Musik beeinflusst. Bei der in tibetischen Klöstern gespielten gyaling wird auf das hölzerne Melodierohr ein aufwendig gestalteter Schallbecher aus Bronze und verchromtem Messing oder aus Silber aufgesetzt. Die Monba in Arunachal Pradesh haben ein solches Blasinstrument mit breitem Schallbecher übernommen und spielen es wie in Tibet üblich paarweise zusammen mit Handzimbeln und Naturtrompeten (in Tibet dungchen). Bei anderen regionalen Doppelrohrblattinstrumenten ist die Herkunft unklar, etwa bei der besonders langen dreiteiligen muri aus Holz, die von den zu den Bodo-Koch-Sprechern gehörenden Dimasa in Assam zur Tanzbegleitung gespielt wird. In den Ebenen von Zentral-Assam ist die shenai eine hölzerne Kegeloboe mit sieben Fingerlöchern. Die mohori bezeichnet in Zentral- und Ostindien eine Kegeloboe. Der Name geht auf die ältesten indischen Bezeichnungen für Doppelrohrblattinstrumente zurück. In Odisha ähnelt das so benannte Blasinstrument einer shehnai, bei den Devdhanis von Assam dagegen besitzt die mohori sechs Fingerlöcher; ihre drei Teile bestehen zur Gänze aus Bambus. Schriller Ton, ungefähre Größe und Form verbinden die tangmuri mit der südindischen kuzhal und der horanewa in Sri Lanka. In vielem mit der tangmuri ähnlich ist ferner in Nordafrika die von den Fulbe gespielte algaita.

## Spielweise
Die Khasi besitzen eine große Auswahl an Musikinstrumenten, von denen einige, wie die Bambusschlitztrommel kdor, die geschlagene Bambuszither sing diengphong (ähnlich der chigring der Garo) und die Floßzither dinkhrang zu Gruppen gehören, deren Verbreitungsschwerpunkt in Südostasien liegt. Andere Saiteninstrumente haben einen vorderorientalischen Ursprung, etwa die viersaitige Langhalslaute duitara (von persisch dotar) oder die drei- bis viersaitige Fiedel maryngod (verwandt mit der sarinda). Früher ertönte die Trompete turoi als Warnruf vor dem Angriff eines Feindes.

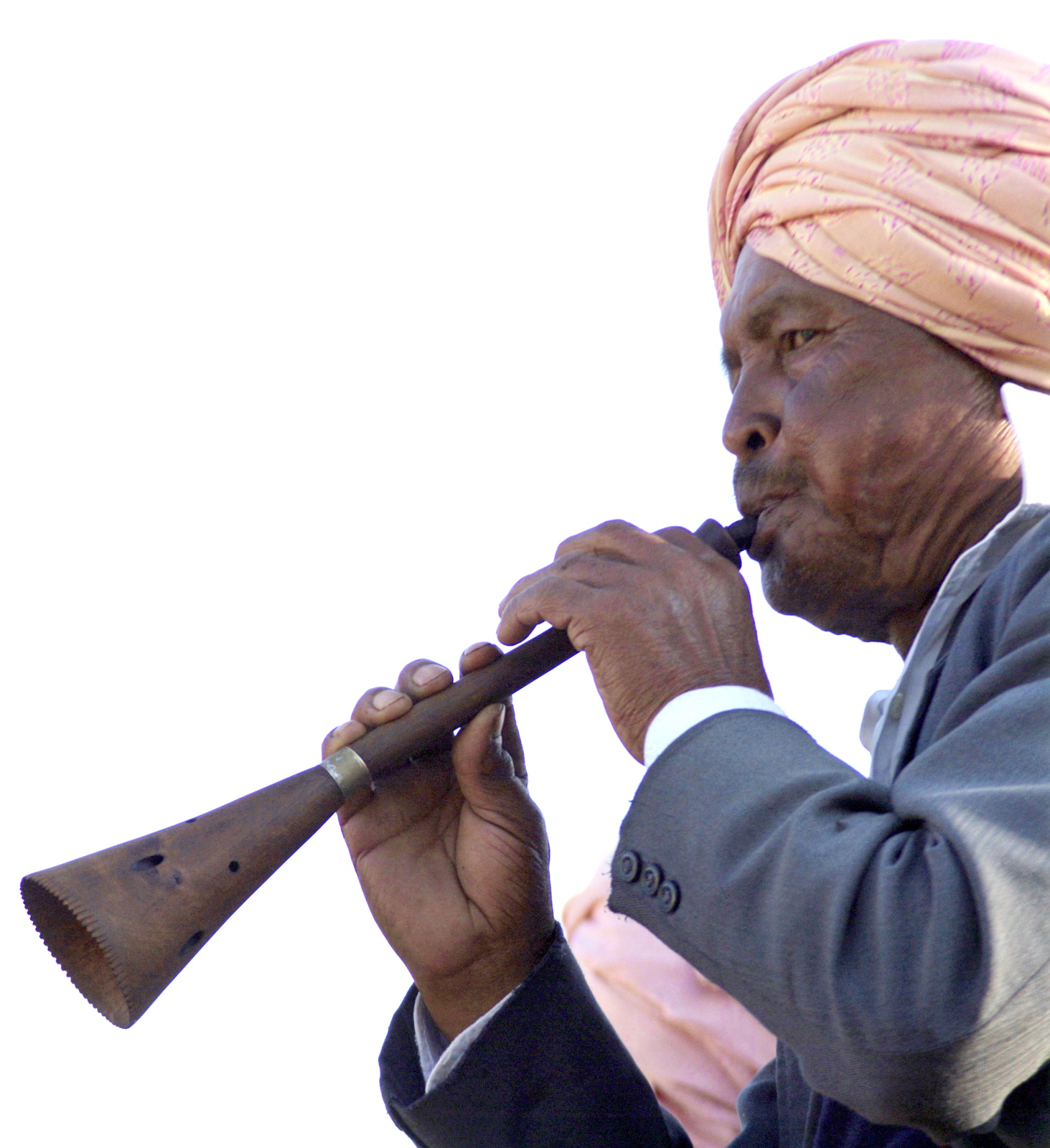
Ein Tangmuri-Spieler in Shillong

In einem Ensemble von tangmuri und Trommeln kommen für Indien charakteristische Doppelkonustrommeln sowie aus dem Vorderen Orient und Zentralasien bekannte Kesseltrommeln vor. Die kleine schalenförmige Kesseltrommel der Khasi heißt ksing. Sie wird mit zwei Stöcken geschlagen und gehört zum Typ der arabischen naqqaras. Wesentlich größer sind die aufrecht stehende, lange Kesseltrommel ka bom (auch ka nakra, namensverwandt mit der nagra der Garo) und die waagrecht um den Hals des Spielers hängende Doppelkonustrommel synthieth, deren Form der pung in Manipur entspricht. Bei den von Jungen und Mädchen aufgeführten Tänzen erklingt neben Trommeln und tangmuris auch Maultrommeln (ka mieng) aus Bambus. Die tangmuri wird nur bei Festveranstaltungen und kultischen Tänzen mit fröhlichem Charakter eingesetzt, während bei Beerdigungsfeiern und sonstigen traurigen Anlässen die Bambusflöte sharati (auch ka shing wiang) mit acht Fingerlöchern geblasen wird.
Die Mitglieder der alten Khasi-Religion (Niam Khasi) verstehen sich als Hüter der kulturellen Tradition, zu der eine Reihe von Jahresfesten gehören. In den Volkserzählungen gibt es eine Version des kosmogonischen Mythos über die Trennung von Himmel und Erde, der auf alten asiatischen Vorstellungen basiert. Der im Mittelpunkt der Erde stehende Diengiei-Baum dient als Leiter, um nach Belieben in den Himmel steigen zu können, bis ein böswilliges Seeungeheuer den Baum so lange wachsen lässt, dass seine Zweige die Sonne verdecken und es auf der Erde dunkel wird. Als die Menschen versuchen, den Baum zu fällen, erscheint jede Nacht ein großer Tiger und leckt die Wunden der Axtschläge wieder zu. Durch den Rat eines Vogels gelingt es den Menschen, den Tiger in die Flucht zu schlagen und den Baum zu fällen. Es wird dadurch wieder hell auf der Erde, aber die Menschen sind nunmehr vom Himmel getrennt. 
Die Baumverehrung der Khasi manifestiert sich in heiligen Hainen zwischen den Feldern, die geschützt werden müssen, und in einem „die Säule Gottes“ genannten Eichenpfosten, der in der Mitte des Königspalastes von Smit, dem kulturellen Zentrum der Khasi steht. Jeden Herbst findet vor diesem symbolischen Weltenbaum das Ka Pom-Blang Nongkrem statt, ein Erntedankfest mit einem Fruchtbarkeitstanz, bei dem Trank- und Ziegenopfer für die Gründer des Nongkrem-Staates gebracht werden. Die Säule ist der Mittelpunkt eines zeremoniellen Tanzes von Frauen der Königsfamilie, die feierlich vorwärts schreiten, begleitet von der Bambuszither sing diengphong und der tangmuri. Die Nongkrem-Puja dauert fünf Tage. Bereits vor der eigentlichen Zeremonie, wenn der Platz für das nun folgende Ziegenopfer gereinigt ist, ertönen als Zeichen der Freude über die vollbrachte Aktion Trommeln und tangmuris.